# Eigil Knuth (officer)
 Der er flere personer med dette navn, se Eigil Knuth (billedhugger).
Eigil Valdemar greve Knuth (født 5. december 1866 i Sorø, død 8. december 1933) var en dansk officer og hofjægermester, bror til Henrich Knuth.
Han var søn af greve Adam Knuth (1829-1902) og Annette f. baronesse Haxthausen (1828-1898), blev premierløjtnant i Fodfolket 1889, kaptajn 1906 og tog afsked fra Hæren 1915. Han var Ridder af Dannebrog samt bestyrelsesmedlem i A/S OTA og -formand i Det Danske Luftfartsselskab indtil 1924.
Han blev gift 1. gang 3. december 1897 med Marie f. Gamél, datter af etatsråd Augustin Gamél (død 1904) og hustru Emma f. Hellerung, 2. gang med Tove f. Benzon og 3. gang 11. oktober 1925 med Ellen f. Werner (f. 20. oktober 1892).